# Медда, Джампаоло
Джампаоло Медда (итал. Giampaolo Medda; 8 августа 1927, Вилласор, Сардиния — 3 мая 2017, Кальяри) — итальянский хоккеист на траве, полевой игрок, тренер. Участник летних Олимпийских игр 1952 и 1960 годов.

## Биография
Джампаоло Медда родился 8 августа 1927 года в итальянском городе Вилласор.
Играл в хоккей на траве за «Амсикору» из Кальяри, в составе которой в промежутке между 1956 и 1961 годами четырежды становился чемпионом Италии.
В 1952 году вошёл в состав сборной Италии по хоккею на траве на летних Олимпийских играх в Хельсинки, поделившей 9-12-е места. Играл в поле, провёл 1 матч, мячей не забивал.
В 1960 году вошёл в состав сборной Италии по хоккею на траве на летних Олимпийских играх в Риме, занявшей 13-е место. Играл в поле, провёл 5 матчей, мячей не забивал. Был капитаном команды и одним из четырёх хоккеистов сборной Италии, которые участвовали во всех матчах олимпийского турнира, наряду с Антонио Варджу, Луиджи Фарци и Феличе Салисом.
Впоследствии работал тренером, возглавлял сборную Италии. Был председателем регионального хоккейного комитета Сардинии.
Трудился в школе учителем физкультуры.
Умер 3 мая 2017 года в Кальяри.